# South Jacksonville
South Jacksonville – wieś w Stanach Zjednoczonych, w stanie Illinois, w hrabstwie Morgan.